# Obiect (filozofie)
Într-o definiție elementară obiect este oricare din părțile realității care ne înconjoară. Cum văzul este principalul canal perceptual, toate imaginile cu aspectul, culorile și mișcările lor sunt obiecte clasice. Suplimentar văzului alte simțuri furnizează alte informații despre obiect, spre exemplu auzul extrage informația sonoră care particularizează prin frecvență și intensitate fiecare obiect imagine, într-un fel foarte precis. După sunetul distinct auzit, știm înainte de a vedea, cu ce anume obiect sau ființă ne vom întâlni, sau știm anticipat ce anume obiect-eveniment se va desfășura înaintea ochilor. Alte mesaje senzoriale adaugă propriile caracteristici imaginilor, astfel simțul tactil ne spune că obiectele pot fi dure sau moi, netede sau rugoase la pipăit, senzorii termici ne comunică nuanțele stărilor de cald sau rece, iar senzorii de efort conectați la mușchi, ne spun că obiectele au însușirea ‘greutate’, asta însemnând că trebuie să facem anume eforturi fizice pentru a le manipula. Omul obișnuit crede că formele de toate felurile pe care le distinge spontan în jurul sau îi sunt în totalitate comunicate prin canale specializate dar se înșală. Se știe din experiență că fiecare om își perfecționează capabilitatea de a discrimina obiecte pe măsură ce se maturizează și intelectiv și lingvistic, căpătând experiență în a individualiza prin nume-sensuri, frontierele și mișcările externe. Dacă suntem puși în fața unei unelte foarte complicate structural și funcțional, alcătuită din mii de componente cu forme străine, care se mișcă imprevizibil și aparent haotic, demonstrăm prin confuzia reprezentării acesteia, cât de dificil este să separăm rapid și precis componentele unei compoziții multi-obiectuale. Încă mai greu distingem particularitățile dinamice și rolul funcțional al tuturor părților unui agregat văzut în premieră.
Dacă spre exemplu am privi la microscop alcătuirea unui microprocesor de ultima generație, alcătuit din sute de milioane de micro-componente specializate funcțional, nu am distinge nimic coerent structural și funcțional, în mulțimea micro-părților și am avea nevoie de serioase cunoștințe de informatică și electronica, pentru a separa forme și procese distincte în supermorfologia microprocesorului.
Natura însăși trebuie privită ca un gigantic mecanism posedând sute de milioane de părți obiect, părți relație, părți proprietate, componente mișcare, condiționare statică și dinamică, iar diversitatea felurilor în care o putem descompune în forme și mișcări distincte, este infinită. Cu siguranță orice animal vede realitatea diferit de felul în care o vede omul, adică separă acele forme și mișcări proprii, care îl interesează pe el. Paradoxal fiecare om discerne în felul său ceea ce percepe, experiență proprie, interactivitatea cu ambientul și cunoștințele personale, determinând ce fel de obiecte, însușiri și mișcări, discriminăm senzorial și mental. Modul în care creierul fiecăruia decide cum să traseze frontiera separantă de obiecte-acțiuni, în spațiul fenomenal, astfel că simțul și intelectul să recunoască, o casă, o mașină, o floare, o vietate, un eveniment, sau un semen uman, sunt rezultatul a milioane de ani de evoluție perceptual interpretantă. Prin felul cum percepem-reprezentăm lumea, ne diferențiem ca ființe superioare, posedând un nivel performant de separare obiectuală și interactivă cu universul. Pentru a desprinde din context și controla structural și dinamic toate părțile realității, oamenii au inventat obiectele lingvistice, adică cuvintele, acestea sunt cele mai fine, stabile și precise instrumente prin care cartografiem realitatea, descompunând-o în invarianți obiect, invarianți predicat, sau de alte tipuri. Prin cuvinte specializate construim o diversitate de modele cantitativ fenomenale, care ne permit să facem predicții asupra desfășurării diferitelor fenomene viitoare și să luăm din timp măsuri de protecție sau de valorificare a viitorului.

## Arie semantică
Conceptul 'Obiect' are o extinsă arie semantică, începând de la forma sau acțiunea fenomenală percepută și reprezentată în imagine, sunet, sau alt canal senzorial și parcurgând toate varietățile de obiect matematic, științific, cultural, religios sau metafizic. Cel mai simplu și accesibil este obiectul fizic, fenomenal, fie el frontieră, mișcare, relație sau calitate, oferit spontan individului prin funcționarea simultană a unui traductor senzorial specializat și a zonei din creier alocată primirii și interpretării mesajului.
Cu toate că informația video sau audio primară, care pătrunde în creier, este consecința funcționării simțului respectiv, la construcția reprezentării imaginii sau a sunetului, dar și a altor variante modale, participă într-un mod încă necunoscut și limbajul, instrumentul diferențierii și clasificării formelor, mișcărilor, proprietăților și diversității combinațiilor între ele, așa cum ne apar, când observăm atenți un segment de realitate. 
Prin intermediul limbajului mintea umană construiește obiecte generalizante, anume sensurile cuvintelor, care împreună cu regulile de interpretare și de sintaxă, generează limbajul.
Sensurile tuturor cuvintelor tratabile ca obiecte lingvistice, poartă o enormă informație structurantă dar mai ales procesual organizantă, pe care omul obișnuit nu o bănuiește dar o folosește în fiecare moment, comunicând ceva sau primind discursuri de la semeni.
Fiecare cuvânt din vocabular echivalează prin sensul sau distinct o parte din mulțimea formelor și însușirilor personale, naturale sau sociale, concrete sau abstracte, fiecare posedând un anume nucleu de similitudine structurală, cinetică, relațională sau interactivă. 
În concluzie obiectele lingvistice sunt agregate informaționale de o mare complexitate operantă care ne permit să descriem, analizăm și corelăm cauzal lumea în care trăim. 
O foarte importantă clasă de obiecte cu caracter generalizant, abstract, sunt cele matematice, ele însele de o mare diversitate și densitate semnificantă. La baza obiectelor matematice am putea pune numărul, tratat ca măsură cantitativă discretă, apoi introducem obiectele geometrice elementare, precum punctul, planul, dreapta, volumul etc. Tot obiecte abstracte sunt și operațiile aritmetice sau logice, funcțiile și alte structuri matematice complexe precum inelul, corpul, grupul etc. 
În teritoriul cultural identificăm o diversitate de obiecte mai simple sau intricate. 
În arta își are maxima amplitudine semnificantă obiectul concept 'valoare' cu mulțimea conotațiilor sale, știut fiindcă fiecare om posedă un sistem valoric personal. 
Obiecte cu caracter generalizat din spațiul culturii sunt genurile artei precum literatură, muzică, pictură, fiecare cu diviziunile creative distincte inventate de diferite personalități și curente artistice. 
Identificăm și obiecte metafizice precum realitate, materie, existență, cauzalitate, finalitate, ființă, cunoaștere,... 
Spațiul moral posedă obiecte subtile și greu de însușit, precum norma morală, caracteristica 'bine', 'rău', precum și cuantificatorii valorici de acțiune socială permisă sau interzisă.
Și spațiul religios își are propriile obiecte concepte, precum: creator, divinitate, credință, ritual, grație, păcat, cădere, iertare, devoțiune, înger, demon etc. 
În orice direcție am orienta simțul și intelectul întâlnim obiecte fizice și mentale de toate felurile, universul fiind un metaobiect-proces gigantic alcătuit dintr-o nesfârșită ierarhie de părți și evenimente particulare.